# Здобнов, Николай Дмитриевич
Никола́й Дми́триевич Здобно́в (23 сентября 1926, Ульяновская губерния, СССР — 1979, Ленинград, Ленинградская область, СССР) — бригадир комплексной бригады монтажников домостроительного комбината № 2 Главленинградстроя Ленинградского городского Совета депутатов трудящихся, Герой Социалистического Труда (1971).

## Биография
Родился 23 сентября 1926 года в ныне Ульяновской области в крестьянской семье.
Окончив в 1941 году семилетнюю школу, устроился на работу слесарем на завод в Ульяновске. Отслужил в армии, после демобилизации в 1949 году переехал в Ленинград, где трудоустроился каменщиком на Невский машиностроительный завод имени В. И. Ленина, также работал электросварщиком и монтажником Главленинградстроя. В 1950 году вступил в ВКП(б).
В середине 1950-х годов работал на возведении первого в СССР пятиэтажного крупнопанельного дома на улице Полярников в Ленинграде, построенного за 102 дня вместо 119. Предлагал заменить сварку креплением панелей на штырях, что ускоряет и облегчает сборку крупнопанельных домов. Возглавлял комплексную бригаду монтажников во время строительства г. Набережные Челны Татарской АССР.
Вернувшись в Ленинград, работал на должности бригадира монтажников ДСК-2 Главленинградстроя, за успехи, достигнутые в выполнении семилетнего плана по капитальному строительству (1959—1965) награждён орденом Ленина. Работал на строительстве домов после землетрясения 1966 года в Ташкенте. В годы восьмой пятилетки (1966—1970) предложил монтаж домов методом пространственной самофиксации, ускоривший сборку крупнопанельных домов в 3 раза.
Удостоен звания Героя Социалистического Труда неопубликованным Указом Президиума Верховного Совета СССР от 25 марта 1971 года «за выдающиеся производственные успехи в выполнении заданий пятилетнего плана» с вручением ордена Ленина и золотой медали «Серп и Молот».
В 1974 году бригада под его руководством за 102 дня возвела первый в Ленинграде высотный (18-этажный) экспериментальный крупнопанельный дом, в том же году бригада возвела первый 16-этажный дом новой 137 серии (с улучшенной планировкой квартир, со встроенной мебелью) на Белградской улице. Бригада под его руководством возвела более 200 домов.
Жил в Ленинграде (ныне — Санкт-Петербург), где скончался в 1979 году.
Избирался членом Ленинградского обкома КПСС, депутатом Ленинградского городского Совета. Награждён 2 орденами Ленина (11.08.1966, 25.03.1971), медалями.